# Reaktive Arthritis
Die reaktive oder postinfektiöse Arthritis (abgekürzt ReA), auch Reiter-Krankheit genannt, ist eine entzündlich-rheumatische Krankheit aus der Gruppe der Spondyloarthritiden. Infolge einer Infektion vor allem des Darms oder der Harnröhre mit Bakterien entzünden sich Gelenke oder andere Strukturen, ohne selbst infiziert zu sein. Nach dem Berliner Arzt Hans Reiter, der die Symptome der von ihm als Spirochaetosis arthritica bezeichneten Krankheit im Ersten Weltkrieg erstmals 1916 beschrieb, werden die vier Hauptsymptome
1. Gelenkentzündung (Arthritis),
2. Harnröhrenentzündung (Urethritis),
3. Augenentzündung (Bindehautentzündung/Uveitis) und
4. typische Hauterscheinungen (Reiter-Dermatose)

als Reiter-Tetrade, die ersten drei davon als Reiter-Trias bezeichnet. Liegen mindestens drei dieser Symptome bei einem Patienten vor, spricht man von einem Reiter-Syndrom (worunter möglicherweise Christoph Kolumbus litt, dessen Arzt von Arthritis und Augenveränderungen bei dem Entdecker berichtete); dieses tritt aber nur bei jeder dritten reaktiven Arthritis auf.

## Epidemiologie
Hauptsächlich betroffen sind junge weiße Männer mit einem Altersgipfel von 20 bis 30 (bis 45) Jahren. Die Inzidenz dieser weltweit auftretenden Erkrankung liegt bei 3,5 pro 100.000 Männern unter 50 Jahren, in westlichen Ländern bei etwa 4–5 pro 100.000. Das Geschlechterverhältnis ist in der Literatur uneinheitlich: gemäß AWMF-Leitlinie ist m : w = 3 : 1, gemäß der Deutschen Rheuma-Liga ist m : w = 1 : 1. Ein chronischer Verlauf tritt in ca. 20 % der Fälle auf.

## Ätiologie
Gewinnt man Synovialflüssigkeit aus betroffenen Gelenken, lassen sich keine fortpflanzungsfähigen Erreger, teilweise aber Antigene, DNA oder RNA von Erregern nachweisen. Bei Infektion mit Chlamydien konnte nachgewiesen werden, dass inaktivierte Bakterien innerhalb von Zellen überdauern. Die reaktive Arthritis wird deshalb als Autoimmunerkrankung angesehen. Offenbar wird durch die Infektion eine Reaktion des Immunsystems hervorgerufen, die sich gegen den eigenen Körper richtet.
Nach der zugrundeliegenden Infektion lassen sich zwei Gruppen bilden:
- Posturethritische reaktive Arthritis: Infektion der Harnröhre (Urethritis) durch Neisseria gonorrhoeae (= Gonorrhoe), Chlamydia trachomatis Serovar D–K, Mycoplasma genitalium oder Ureaplasma urealyticum. Die Infektion ist in diesen Fällen meist sexuell übertragen (sexually acquired reactive arthritis, SARA).
- Postenteritische reaktive Arthritis: Infektion des Darms (Enteritis) durch Salmonellen (Salmonella enteritidis, Salmonella typhimurium), Shigellen (Shigella flexneri, Shigella dysenteriae), Yersinia enterocolitica, Campylobacter fetus oder andere Erreger.

Da die Symptome der Vorerkrankung Urethritis oder Enteritis oft schwach ausgeprägt und flüchtig sind, kann nur geschätzt werden, dass etwa 3 % aller Chlamydieninfektionen und etwa jede dritte Chlamydien-Urethritis ein Reiter-Syndrom nach sich ziehen.
Bei 60 bis 80 % der erkrankten Personen wird das HLA-B27-Zellenmerkmal (HLA-Klasse I) im Blut nachgewiesen; die Krankheit hat also offenbar eine genetische Komponente.
Auch bei der adjuvanten Therapie des Blasenkrebses mit BCG wurde das gelegentliche Auftreten des Reiter-Syndroms als  UAW beschrieben.

## Symptome
Die Symptome der reaktiven Arthritis treten meist 2 bis 6 Wochen nach der vom Patienten oft nicht bemerkten Infektion auf. Zu den anfänglichen Hauptsymptomen gehören neben möglichem Fieber und Abgeschlagenheit:
- Harnröhrenentzündung ohne Erregerbefall (sterile Urethritis) oder Entzündung des Gebärmutterhalses (Zervizitis) mit schleimigem oder eitrigem Ausfluss, seltener Prostataentzündung (Prostatitis) oder Harnblasenentzündung (Zystitis).
- Entzündung der Augenbindehaut (Konjunktivitis). Als Komplikation kann eine Entzündung der Iris (Iridozyklitis) auftreten und zu bleibenden Schäden führen.
- Gelenkentzündung (Arthritis): Rötung und Erwärmung eines oder mehrerer Gelenke (Monarthritis bzw. Oligoarthritis, meist asymmetrisch) hauptsächlich der großen Gelenke der Beine (Kniegelenk, Sprunggelenk), oft verbunden mit ausgeprägten Gelenkergüssen, die den Patienten ans Bett fesseln können. Sind die Arme betroffen, werden eher die kleinen Gelenke befallen. Auch Entzündungen der Wirbelbogengelenke und des Iliosakralgelenks sind möglich, woraus sich das Beschwerdebild des entzündlichen Rückenschmerzes ergibt.
- Häufig ist wiederum eine Entzündung der Achillessehne (lover’s heel) oder der Plantarfaszie am Fersenbein.

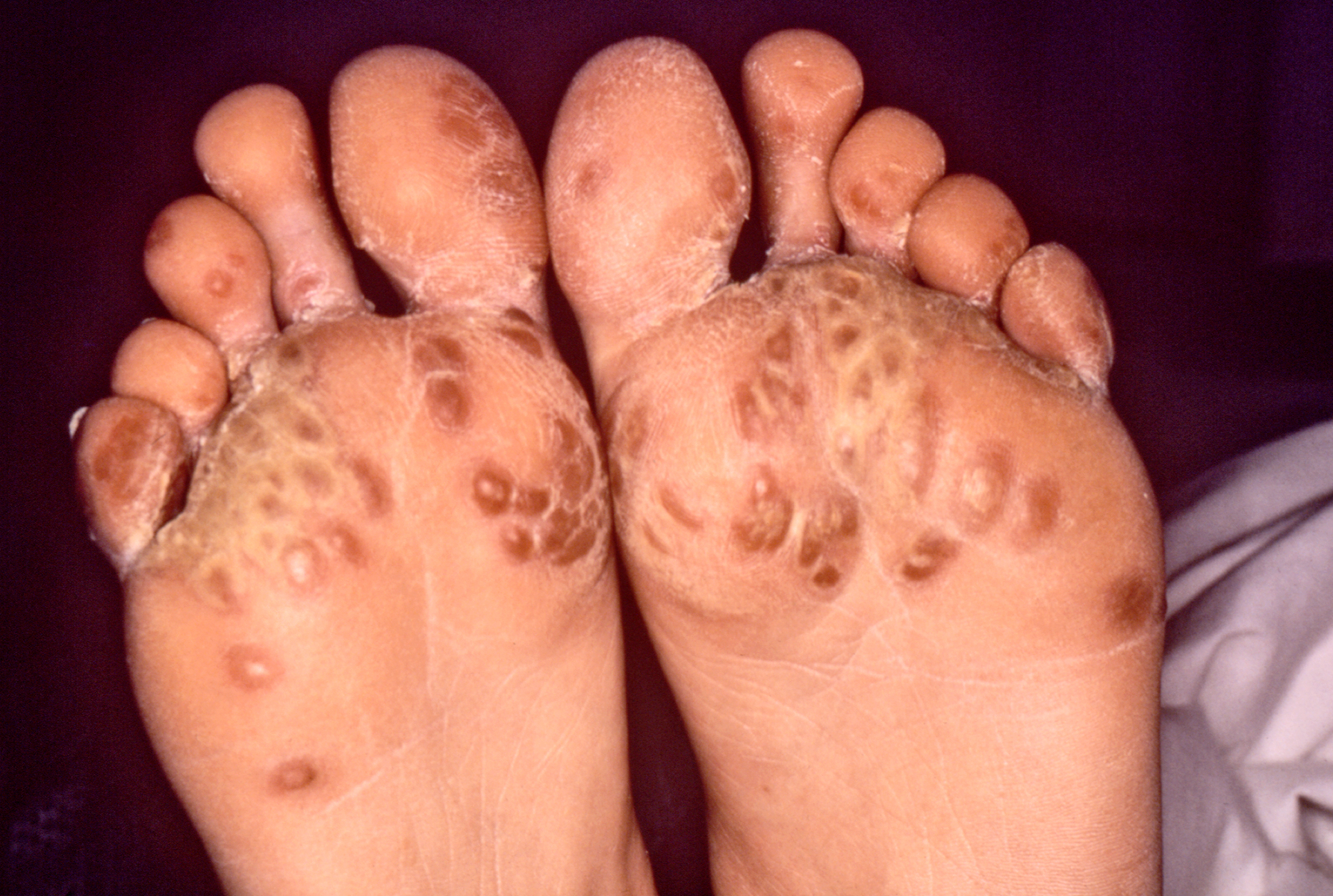
Hautveränderungen der Füße

- Vielgestaltige Hautveränderungen, die in ihrer Gesamtheit die Diagnose am schnellsten ermöglichen.
  - Beginn meist mit in Gruppen auftretenden sterilen Pusteln auf erythematösem Grund an Handflächen und Fußsohlen (), wobei die Bläschen bald platzen und sich ein sog. Keratoderma blenorrhagicum bildet.
  - Psoriasisähnliche Herde, die besonders über den Gelenken entstehen (damit Differentialdiagnose: Psoriasis-Arthritis), prinzipiell aber überall auftreten können ()
  - Oberflächliche Ulcera der Mundschleimhaut
  - Veränderungen ähnlich einer Lingua geographica (Landkartenzunge)
  - Balanitis circinata an Glans penis (Eichel) und Vorhaut
  - Selten entsteht auch ein Erythema nodosum
  - Nagelveränderungen wie subunguale Keratosen, Nagelablösung und Onychodystrophie sind möglich.

Nach 3–12 Monaten (Wochen bis Jahren) kann es bei bis zu 15 % der Patienten zu Rezidiven kommen. Ebenfalls in 15 % kann die Erkrankung einen chronischen Verlauf nehmen und zur Gelenkzerstörung führen.

## Diagnose
- Anamnese eines vorangegangenen Infekts (oft nicht zielführend)
- Die Laboruntersuchung des Blutes zeigt unspezifische Veränderungen: Entzündungszeichen; antinukleärer Antikörper und Rheumafaktoren fehlen. Sie dient somit in erster Linie der Verdachtserhärtung durch Ausschluss anderer Ursachen.
- Der Nachweis von HLA-B27 erhärtet die Verdachtsdiagnose weiter, ist aber im Einzelfall keineswegs beweisend, da auch etwa 8 % der gesunden Bevölkerung dieses Merkmal tragen.
- Ein Urethralabstrich oder Zervixabstrich mit Untersuchung auf Chlamydien und Mykoplasmen soll auch bei diesbezüglich beschwerdefreien Patienten durchgeführt werden. Der entsprechende Nachweis erfolgt mittels Erregerkultur oder PCR. Nicht zielführend ist eine alleinige Chlamydien-Serologie. Dagegen ist eine Titerbestimmung der Salmonellen-, Campylobacter und Yersinien-Antikörper in allen Fällen angezeigt.
- Röntgen und Magnetresonanztomographie der betroffenen Gelenke

Im häufigen Nachweis von HLA-B27, im Verteilungsmuster der entzündeten Gelenke, in der Beteiligung von Augen und Sehnenansätzen und ggf. in den Hauterscheinungen ähnelt die reaktive Arthritis anderen Spondyloarthritiden, wie dem Morbus Bechterev, der Psoriasisarthritis oder der enteropathischen Arthritis. Wenn die Infektion nicht erinnert wird und nicht mehr nachgewiesen werden kann, kann eine chronisch verlaufende reaktive Arthritis schwer von diesen verwandten Diagnosen abgrenzbar sein.
Differentialdiagnose
Neben der bereits erwähnten Psoriasis arthropathica auch andere Erscheinungsformen der Psoriasis wie
- Psoriasis vulgaris sowohl in der vorwiegend großfleckigen wie auch vorwiegend kleinfleckigen Form, Psoriasis pustulosa Typ Barber-Königsbeck, isolierte Psoriasis palmaris et plantaris sowie die Psoriasis inversa
- Sexuell übertragbare Krankheiten wie Sekundäre Lues, Gonorrhoe, Arthritis gonorrhoica, Chlamydien-Urethritis
- Chronische Polyarthritis, Rezidivierende Polychondritis
- Pilzerkrankungen (Tinea manus, Tinea pedis)
- Morbus Behçet, Balanitis erosiva circinata
- Acrodermatitis continua suppurativa Hallopeau

## Behandlung
Zur schnellen Linderung der entzündlichen Gelenksbeschwerden empfiehlt sich die symptomatische Gabe von NSAR nebst lokalen entzündungshemmenden Maßnahmen (wie Kälteanwendungen). Zudem ist die Beseitigung der verursachenden Infektion durch eine angemessene antibiotische Therapie wünschenswert, allerdings wurde nur bei der urogenitalen Form (Infektion mit Chlamydia trachomatis) ein Nutzen nachgewiesen. Antibiotika werden somit selten eingesetzt – da meist auch keine Erreger nachweisbar sind. Werden sie allerdings nachgewiesen, ist auch eine Behandlung des Sexualpartners (der Sexualpartner) notwendig.
Bei schwerem Krankheitsverlauf und Beteiligung mehrerer Gelenke, vor allem bei Auftreten einer Iridozyklitis müssen Corticosteroide eingesetzt werden, um bleibende Veränderungen zu vermeiden.
Nur bei chronischen Verläufen werden Immunsuppressiva wie Methotrexat und Sulfasalazin eingesetzt.

## Zum Eponym „Reiter“
Der die Symptome der reaktiven Arthritis 1916 erstmals beschreibende Namensgeber der Begriffe „Morbus Reiter“, „Reiter-Krankheit“ und „Reiter-Syndrom“, der deutsche Bakteriologe und Hygieniker Hans Reiter (1881–1969), war während der Zeit des Nationalsozialismus u. a. Präsident des Reichsgesundheitsamts (1933–1945) und Mitglied des Sachverständigenbeirats für Bevölkerungs- und Rassenpolitik im Reichsinnenministerium. Reiter war nachweislich beteiligt an Zwangssterilisationen oder hatte Kenntnis davon. Er spielte eine aktive Rolle bei dem Entwurf einer Studie, bei der Menschen im Konzentrationslager Buchenwald mit einem experimentellen Typhus-Impfstoff geimpft wurden, was zu Hunderten von Todesfällen führte. Aufgrund dieser Tatsachen wurde von Fachkreisen empfohlen, den Begriff „Reiter-Syndrom“ nur zu nutzen, „um eine ältere Referenz zu zitieren, die den Begriff verwendet oder in einem historischen Kontext“ (Wallace & Weisman).